# Monument la mormântul comun al ostașiilor căzuți în 1944 (Coșcalia)
Monumentul la mormântul comun al ostașiilor căzuți în 1944 este un monument amplasat în Coșcalia, raionul Căușeni, Republica Moldova. Este un monument istoric de importanță națională inclus în Registrul monumentelor Republicii Moldova ocrotite de stat cu nr. 105 (raionul Căinari).